# Charles R. Bentley
Charles Raymond Bentley (Rochester (Nueva York), 23 de diciembre de 1929 – Oakland (California), 19 de agosto de 2017) fue un glaciólogo y geofísico estadounidense. Fue profesor emérito de la Universidad de Wisconsin-Madison. En 1957, él junto a grupo de científicos como Mario Giovinetto establecieron una expedición por la Antártida Occidental con vehículos para hacer las primeras medidas del escudo glaciar.
Fue premiado con el Seligman Crystal de la Sociedad Glaciológico internacional en 1990. El Monte Bentley y la Fosa subglacial de Bentley en la Antártida fueron bautizadas en honor a él.